# Myrthe Schoenaker
Myrthe Jeanine Schoenaker (Olst, 1 juni 1992) is een Nederlandse handbalster die uitkomt in de Duitse Handbal-Bundesliga voor VfL Oldenburg. Schoenaker gaat vanaf het seizoen 2020/21 spelen bij de Duitse club HSG Blomberg-Lippe.